# CR熱闘パワプロクン
CR熱闘パワプロクン（CRねっとうパワプロクン）とは2001年11月に京楽産業.から発売されたパチンコ台の名称。

## 概要
コナミから発売されている野球ゲームのシリーズである『実況パワフルプロ野球』とのタイアップ機種である。作中にはテレビゲームのパワプロで活躍しているパワプロくんなどといったキャラクターが登場して演出を盛り上げている。
同年の12月にはハックベリーから、この機種を収録した「CR熱闘パワプロクン パチってちょんまげ達人」という名称の「パチってちょんまげシリーズ」ナンバリングの初代としてPlayStation 2用ソフトが発売された。
登場キャラはパワプロくん、矢部くん、猪狩守、早川あおい。そのほかオリジナルキャラクターとして外国人選手の「ガンズ」が登場した。また京楽、コナミメーカーキャラクターの「あっぱれ応援団」の「団長」がプレミアムキャラとして登場している。